# Mikolás Miklós
Mikolás Miklós (Celldömölk, 1923. április 5. – Budapest, 2001. február 2.) magyar matematikus, tudománytörténész, egyetemi tanár. A Magyar Tudományos Akadémia Matematikai Kutató Intézetének tudományos munkatársa volt. Az Alkalmazott Matematikai Lapok és a Results in Mathematics–Resultate der Mathematik szerkesztőbizottságának tagja volt. A matematikai tudományok kandidátusa (1955), a matematikai tudományok doktora (1992).

## Életpályája
Az első öt osztály Veszprémben végezte, majd a váci piaristáknál folytatta tanulmányát. Vácott érettségizett. 1942–1947 között a Pázmány Péter Tudományegyetem hallgatója volt matematika–fizika szakon, mint Eötvös-kollégista. 1946–1964 között az ELTE TTK Matematikai Intézetének oktatója volt. 1964-től a Budapesti Műszaki és Gazdaságtudományi Egyetem Építőmérnöki Kar matematika tanszékén egyetemi tanár, 1992-től kutatóprofesszor volt. 1964-től vendégprofesszor volt az amerikai, angol, francia, német, skandináv egyetemeken, 1989-ben Japánban és Ausztráliában.
Kutatási területe a klasszikus és modern matematikai elemzés, számelmélet, alkalmazott matematikai statisztika, műszaki, demográfiai, biológiai, orvostudományi folyamatok matematikai modellezése, tudománytörténet. Több mint 100 cikk szerzője.
Sírja a Farkasréti temetőben található (N-3235. fülke).

## Családja
Szülei: Mikolás Imre (1895–1970) és Gindly Olga voltak. 1951-ben házasságot kötött Varga Évával. Egy fiuk született: Zoltán (1954). 1963-ban Szász Erzsébetet vette feleségül. Testvére, Mikolás Tibor (1924–2014) építész volt.

## Művei
- Valós függvénytan és ortogonális sorok (1979)
- Gesztációs folyamatokra vonatkozó matematikai statisztikai vizsgálatok I–II. (1980-1981)
- Újabb adatok a bécsi Kriegsarchivból 1920 után hazakerült Bem-iratok kutatásához (1993-1994)
- Real Functions, Abstract Spaces and Orthogonal Series (1994)